# Hellested (plaats)
Hellested is een plaats in de Deense regio Seeland, gemeente Stevns. De plaats telt 600 inwoners (2008).